# Los Cedros (paroisse civile)
Pour les articles homonymes, voir Cedros et Los Cedros.
Los Cedros est l'une des quatre paroisses civiles de la municipalité de Rafael Rangel dans l'État de Trujillo au Venezuela. Sa capitale est Los Cedros.